# 지소태후
지소태후(只召太后, ? ~ 574년 이후)는 신라 제24대 왕 진흥왕의 모후로, 법흥왕과 보도왕후 김씨의 딸이자, 입종 갈문왕의 부인이다. 진흥왕 초기에 섭정을 통해 신라를 다스렸다. 별칭은 지소부인(只召夫人), 지몰시혜비(只沒尸兮妃), 지수시혜비(只須尸兮妃) 등이 있다.

## 생애
지소는 법흥왕과 보도왕후 김씨의 딸로 법흥왕의 동생인 입종과 혼인하여 아들 삼맥종(彡麥宗)을,위화랑과의 사이에  딸 만호부인을 낳았다. 입종은 법흥왕 재위기에 갈문왕에 임명되었으나 일찍 사망하였으며, 그로 인해 540년에 삼맥종이 7세의 나이로 왕위에 오르게 되어, 그녀는 왕태후가 되었다. 처음에는 1년간 보도부인이 섭정을 하였다가 541년부터 왕태후(王太后) 지소가 섭정하게 되었다.
지소태후가 섭정하던 시기는 대체로 진흥왕 12년(551년)까지로 여겨진다. 551년에 진흥왕이 연호를 고쳤는데, 섭정을 끝내고 친정을 하게 되면서 연호를 고쳤을 것이라고 본다. 지소태후는 이사부, 거칠부 등의 보좌를 받아 국정을 운영하였으며, 545년에는 이사부의 건의를 따라 거칠부에게 국사(國史)를 편찬하게 하였다. 또한 흥륜사를 완공하고 불사리를 받아들이는 등 불교의 중흥에도 힘썼다. 한편 당시 신라는 백제와의 동맹 하에서 고구려와 몇차례 전쟁을 벌였는데, 진흥왕 11년(550년)까지의 전과는 지소태후의 섭정 하에서 일어난 것이다. 섭정에서 물러난 뒤에는 기록이 전하지 않는다.
574년에 불국사를 중건하였다는 것으로 보아 574년 이후에 죽은 것으로 추정된다.
한편, 학계에서 위서 논란이 있는 필사본 《화랑세기》에 따르면, 지소태후는 원화 제도를 폐지하고 화랑을 조직했다고 한다. 지소태후는 자신의 딸인 숙명과 보명 등으로 하여금 진흥왕을 받들도록 하였고, 만호로 하여금 손자인 동륜의 비가 되게 하였다. 또한 진흥왕의 왕후이자 대원신통(大元神統)이었던 사도왕후를 싫어하여, 그녀를 쫓아내고자 하였으나, 사도왕후가 이를 알고 진흥왕에게 고함으로써 무산되었다. 사도왕후에게 사실을 알려준 것은 지소태후의 아들인 노리부(세종 : 세종은 《화랑세기》에만 등장하는 지소태후의 아들이다.)의 부인이었던 미실이었는데, 세종이 미실에게 반하여 결혼하고자 했을 때, 지소태후는 미실이 박영실(英失)의 자손(미실의 어머니 묘도부인과 사도왕후는 박영실과 옥진궁주 사이의 딸이다.)이라는 이유로 반대하려 하였으나, 이사부와 상의하여 결국 혼인을 허락하였다.
지소태후는 미실이 사도왕후에게 비밀을 누설한 것을 알자, 그녀를 쫓아냈다가, 아들인 세종이 상심하자 다시 그녀를 불러들였다고 한다. 또한 지소태후는 여러 남편 및 애인을 거느렸고 많은 자손을 낳았다고 한다. 말년에는 위화랑을 따라 영흥사(永興寺)에서 불공을 드리며 살았다.

## 가계
- 아버지 : 법흥왕(法興王, ? ~540 재위:514~540)
- 어머니 : 보도왕후 박씨 (保刀王后, 생몰년 미상)
  - 남편 :  입종 갈문왕(立宗 葛文王, 생몰년 미상) 법흥왕의 동생)
    - 장남 : 진흥왕(眞興王, 526~576년 재위: 540~576 )
    - 며느리 : 사도왕후 박씨(思道王后 朴氏) - 박영실과 옥진궁주의 딸
      - 손자 : 동륜태자(銅輪太子)
      - 손자 : 신라 제25대 왕 진지왕(眞智王)
      - 손자 : 김구륜(金仇輪)
      - 손녀 : 태양공주(太陽公主)
      - 손녀 : 아양공주(阿陽公主)
      - 손녀 : 은륜공주(銀輪公主)
      - 손녀 : 월륜공주(月輪公主)

    - 차남 : 김숙흘종(金肅訖宗, 생몰년 미상)[2]

  - 남편 : 이화랑 (생몰년 미상)
    - 장녀 : 만호태후(萬呼太后, 생몰년 미상) 동륜태자의 아내 진평왕의 모후

  - 남편 : 태종 이사부(苔宗 異斯夫 생몰년 미상)
    - 삼남 : 세종전군(世宗) 6대 풍월주
    - 차녀 : 숙명공주(叔明公主, 생몰년 미상) (진흥왕의 후궁)

  - 남편 : 박영실 (朴英失, 생몰년 미상)[3]
    - 딸 : 황화공주 (黃華公主, 생몰년 미상)
    - 딸 : 송화공주(松華公主, 생몰년 미상))[4] 진평왕 비 마야왕후의 어머니 복승갈문왕의 부인.

  - 남편 : 구진 (仇珍, 생몰년 미상) 태후의 침신(枕臣)
    - 딸 : 보명궁주(寶明宮主, 생몰년 미상) 진흥왕 진지왕 진평왕의 후궁

## 지소태후가 등장하는 작품
- 《화랑》(KBS2, 2016년~2017년 배우:김지수)
- 《한국사기》(KBS, 2017년, 배우:류민정)